# Yūya Nagasawa
Yūya Nagasawa (japanisch 長沢 祐弥 Nagasawa Yūya; * 1. Juli 1996 in der Präfektur Shizuoka) ist ein japanischer Fußballspieler.

## Karriere
Nagasawa erlernte das Fußballspielen in der Schulmannschaft der Fujieda Higashi High School sowie in der Universitätsmannschaft der Meiji-Universität. Seinen ersten Vertrag unterschrieb er 2019 bei Azul Claro Numazu. Der Verein aus Numazu, einer Hafenstadt in der Präfektur Shizuoka auf der Insel Honshū, spielte in der dritten japanischen Liga, der J3 League. Nach 37 Drittligaspielen wechselte er im Januar 2021 zum Zweitligisten Tokyo Verdy. Am Ende der Saison 2023 wurde er mit Verdy Tabellendritter. In den Aufstiegsspielen konnte man sich durchsetzen und stieg in die erste Liga auf.